# Suore dell'assistenza sociale sotto il patrocinio di Sant'Antonio
Le suore dell'assistenza sociale sotto il patrocinio di Sant'Antonio (in polacco Zgromadzenie Sióstr Opieki Społecznej P. W. Św. Antoniego) sono un istituto religioso femminile di diritto pontificio: le suore di questa congregazione pospongono al loro nome la sigla S.O.S.

## Storia
La congregazione fu fondata nel 1933 a Poznań da Katarzyna Rzadka, già suora serafica.
Nel 1934 l'istituto si trasferì a Wieluń e fu canonicamente eretto in congregazione religiosa dal vescovo di Częstochowa, Teodor Kubina, il 19 gennaio 1946.
Le costituzioni delle suore dell'assistenza sociale furono approvate il 15 febbraio 1947 e il 6 aprile 1960 l'istituto fu aggregato all'Ordine dei frati minori.

## Attività e diffusione
Le suore si dedicano all'istruzione e all'educazione cristiana della gioventù, all'assistenza domiciliare ad anziani e ammalati e all'aiuto nelle parrocchie.
Sono presenti in Polonia e Italia; la sede generalizia è a Częstochowa.
Alla fine del 2008 la congregazione contava 72 religiose in 12 case.